# Cyclanthera ribiflora
Cyclanthera ribiflora är en gurkväxtart som först beskrevs av Diederich Franz Leonhard von Schlechtendal, och fick sitt nu gällande namn av Célestin Alfred Cogniaux. Cyclanthera ribiflora ingår i släktet springgurkor, och familjen gurkväxter. Inga underarter finns listade i Catalogue of Life.